# Monita ad Missionarios (1664)

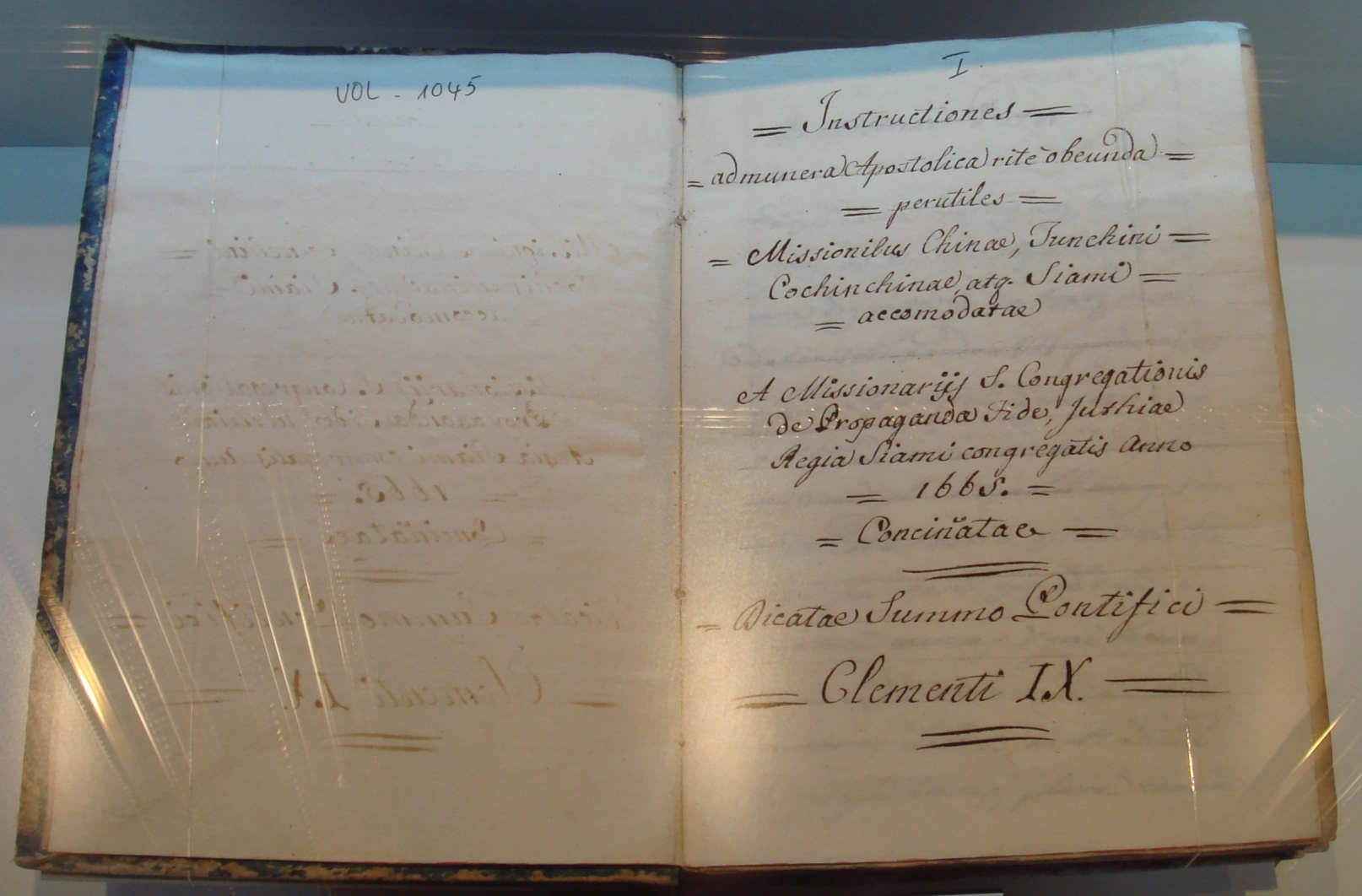
Photo de l'Instructions aux Missionnaires (1665) écrit par Pierre Lambert de la Motte et François Pallu aux archives des Missions étrangères de Paris

Les « Monita ad Missionarios » (« Instructions aux missionnaires » en français) est un ensemble de règlement écrit par les vicaires apostoliques François Pallu et Pierre Lambert de la Motte, et fondateurs des Missions étrangères de Paris (fondé en 1663). Envoyé en Asie à la demande du Saint-Siège afin de lancer un nouveau type de missions plus en accord avec le Vatican, les deux vicaires écrivent les Monita ad Missionarios (instructions aux missionnaires) à Ayutthaya dans le Royaume du Siam en 1665. Elles regroupent un ensemble de règles de conduite destinée à leurs missionnaires. Les deux vicaires affirment que les « Monita » sont inspirées de  « l'Ecriture, des canons de l'Église, des constitutions des Souverains Pontifes, la doctrine des Pères de l'Église, les exemples des saints et surtout de Saint François-Xavier ».